# Радь Андрій Володимирович
Андрій Володимирович Радь (нар. 16 березня 1988, Львів) — колишній український футболіст,
воротар. Тренував дитячі футбольні клуби. Зараз на посаді тренера голкіперів ФК "Рух". 

## Кар'єра
Вихованець Львівського училища фізичної культури. Перший тренер — Володимир Вільчинський.
2006 року протапив в структуру львівських «Карпат, проте не зміг заграти навіть у другій команді», тому на професіональному рівні дебютував на початку сезону 2007/08, 16 вересня 2007 року в складі першоолігового ФК «Львів» в поєдинку проти алчевської «Сталі» у 19-річному віці. У тому чемпіонату львівська команда виборола путівку до прем'єр-ліги України, а воротар у сезоні провів 6 ігор.
У Прем'єр-лізі дебютував 2 серпня 2008 року в матчі проти дніпропетровського «Дніпра» (0:1), в цьому матчі Радь пропустив гол на 71 хвилині від Сергія Корніленко. Після наступного матчу проти харківського «Металіста» (0:0), сайт Sports.ru визнав його героєм 4 туру, а сайт Football.ua включив Радя в символічну збірну туру. Всього до кінця року Андрій зіграв у шести матчах.
У 2009 році отримав важку травму — розрив хрестоподібних зв'язок коліна, воротаря прооперувано в Києві у клініці Ярослава Володимировича Лінька. У лютому 2010 під час тренувального збору «Львова» в Туреччині в Андрія Радя стався рецидив травми.
Влітку 2011 року підписав контракт з «Оболонню» і мав замінити Олександра Рибку, що покинув клуб. Проте, він поступився місцем в команді досвідченому Віталію Реві, а після того як взимку Віталій покинув клуб, то Радь програв конкуренцію і молодим Ігорю Березовському та Костянтину Махновському. Тому весь сезон Радь виступав лише за молодіжну команду.
Влітку 2012 року перейшов у першолігову «Кримтеплицю», проте й тут програв місце основного воротаря В'ячеславу Базилевичу і лише інколи виходив на поле.